# 1987 au cinéma
| Années du cinéma : 1984 - 1985 - 1986 - 1987 - 1988 - 1989 - 1990    |
| Décennies du cinéma : 1950 - 1960 - 1970 - 1980 - 1990 - 2000 - 2010 |

Cet article présente les faits marquants de l'année 1987 au cinéma.

## Événements
- Le réalisateur québécois Yves Simoneau adapte à l'écran le roman de sa compatriote Anne Hébert Les Fous de Bassan. Avec Steve Banner, Charlotte Valandrey et Laure Marsac dans les rôles principaux, le film Les Fous de Bassan devient aussitôt un grand classique du cinéma canadien francophone.
- 22 mai : Sortie du premier film d'Alvin et les Chipmunks, Les Aventures des Chipmunks.
- 29 juin : La franchise James Bond célèbre son 25e anniversaire avec la sortie de Tuer n'est pas jouer.

## Principaux films de l'année
- Les Ailes du désir
- Angel Heart
- Arizona Junior
- Aux frontières de l'aube
- Au revoir les enfants
- Boire et Déboires
- Over the Top : Le Bras de fer
- Le Dernier Empereur de Bernardo Bertolucci
- Evil Dead 2
- L'Œuvre au noir
- Le Flic de Beverly Hills 2 de Tony Scott
- Les Fous de Bassan d'Yves Simoneau, adapté du roman d'Anne Hébert
- Full Metal Jacket de Stanley Kubrick
- La vie est belle
- Le Quatrième protocole
- Le Grand Chemin
- Les Incorruptibles de Brian De Palma
- Intervista de Federico Fellini
- Les Baleines du mois d'août
- Predator
- Princess Bride
- Dirty Dancing
- Un mois à la campagne
- RoboCop
- Running Man
- Tuer n'est pas jouer
- L'Arme fatale

## Festivals

### Cannes
- Le 40e Festival se tient du 7 au 19 mai 1987.

- Sous le soleil de Satan de Maurice Pialat remporte la Palme d'or au Festival de Cannes.
- Yeelen de Souleymane Cissé remporte le prix du jury au Festival de Cannes.

### Autres festivals
- Dixième édition du Festival panafricain du cinéma et de la télévision de Ouagadougou (Burkina Faso) (Fespaco). Sarraounia, de Med Hondo (Mauritanie) obtient le grand prix (Étalon de Yennenga).

## Récompenses

### Oscars
- La 60e cérémonie des Oscars se déroule le 11 avril 1988. La soirée est présidée par Chevy Chase.
- Meilleur film et Meilleur réalisateur : Le Dernier Empereur de Bernardo Bertolucci
- Meilleure actrice : Cher, Éclair de lune (Moonstruck)
- Meilleur acteur : Michael Douglas, Wall Street
- Meilleur film étranger : Le Festin de Babette (Danemark), Gabriel Axel

Article détaillé : 60e cérémonie des Oscars

### Césars
- La 12e cérémonie des Césars est présidée par Sean Connery.
- Meilleur acteur : Daniel Auteuil, Manon des sources
- Meilleure actrice: Sabine Azéma, Mélo
- Meilleur espoir féminin : Catherine Mouchet, Thérèse
- Meilleur film et Meilleur réalisateur : Thérèse d'Alain Cavalier (6 Césars)
- Meilleur film étranger (Italie, Allemagne Fédérale) : Le Nom de la rose de Jean-Jacques Annaud

Article détaillé : Césars du cinéma 1987

### Autres récompenses
- Prix Louis-Delluc :
  - Soigne ta droite de Jean-Luc Godard
  - Au revoir les enfants de Louis Malle
- Prix Romy-Scheider : Catherine Mouchet dans Thérèse

## Box-office

### France
| Class.                     | Titre                 | Pays                  | Réalisateur         | Box-Office France |
| -------------------------- | --------------------- | --------------------- | ------------------- | ----------------- |
| 1.                         | Crocodile Dundee      | États-Unis d'Amérique | Peter Faiman        | 5 887 982 entrées |
| 2.                         | Le Dernier Empereur   |                       | Bernardo Bertolucci | 4 726 932 entrées |
| 3.                         | Au revoir les enfants |                       | Louis Malle         | 3 610 324 entrées |
| 4.                         | Le Grand Chemin       |                       | Jean-Loup Hubert    | 3 175 537 entrées |
| 5.                         | Platoon               | États-Unis d'Amérique | Oliver Stone        | 2 977 785 entrées |
| Source : cbo-boxoffice.com |                       |                       |                     |                   |

### Autres
- Inde : Nayagan de Mani Ratnam

## Principales sorties en salles en France

### Premier trimestre
| Sortie à Paris | Titre | Pays | Réalisateur | Distribution |
| -------------- | ----- | ---- | ----------- | ------------ |
| .              | ...   | .    | ...         | ... ... ...  |
| .              | ...   | .    | ...         | ... ... ...  |

## Principales naissances
- 8 janvier : Cynthia Erivo
- 20 janvier : Madhur Mittal
- 19 février : Anouar Toubali
- 21 février : Elliot Page
- 8 mai : Aneurin Barnard
- 20 mai : Kristopher Van Varenberg
- 11 mai : Kenneth Schmidt
- 9 juillet : Élodie Fontan
- 25 août : Blake Lively
- 22 septembre : Tom Felton
- 28 novembre : Karen Gillan
- 1er décembre : Shu Chang

## Principaux décès
- 26 janvier : Norman McLaren, réalisateur britannique de films d'animation (° 1914)
- 31 janvier : Yves Allégret, réalisateur français
- 3 mars : Danny Kaye, chanteur, humoriste et acteur américain (° 18 janvier 1911).
- 27 avril : Robert Favre Le Bret, fondateur du Festival de Cannes
- 3 mai : Dalida, chanteuse et actrice française d'origine italo-égyptienne (° 1933)
- 14 mai : Rita Hayworth, actrice américaine
- 22 juin : Fred Astaire, acteur et danseur, américain (° 1899)
- 1er août : Pola Negri, actrice polonaise (° 3 janvier 1897)
- 24 août : Michèle Alfa, actrice française
- 28 août : John Huston, acteur, scénariste et réalisateur américain.(° 1906)
- 23 septembre : Bob Fosse, chorégraphe et réalisateur américain, (° 1927)
- 25 septembre : Mary Astor, actrice américaine
- 22 octobre : Lino Ventura, acteur franco-italien, (° 1919)
- 17 décembre : Irving Allen, réalisateur américain
- 24 décembre : Marudu Gopalan Ramachandran, acteur indien (° 1917)